# Série de Lambert
Pour les articles homonymes, voir Lambert.
En mathématiques, une série de Lambert, nommée ainsi en l'honneur du mathématicien Jean-Henri Lambert, est une série génératrice prenant la forme
Elle peut être resommée formellement en développant le dénominateur :
où les coefficients de la nouvelle série sont donnés par la convolution de Dirichlet de (an) avec la fonction constante 1(n) = 1 :

## Exemples
La série de Lambert de certaines fonctions multiplicatives se calcule facilement ; par exemple :
- la série de Lambert de la fonction de Möbius μ est la série génératrice ordinaire de μ ✻ 1 = δ1 :{\displaystyle \sum _{n=1}^{\infty }{\frac {\mu (n)q^{n}}{1-q^{n}}}=q} ;
- celle de 1 est la série ordinaire de la fonction 1 ✻ 1 = σ0 = d (nombre de diviseurs) :{\displaystyle \sum _{n=1}^{\infty }{\frac {q^{n}}{1-q^{n}}}=\sum _{n=1}^{\infty }q^{n}\sigma _{0}(n)} ;
- plus généralement, celle de la fonction puissance Ida(n) = na (où a est un nombre complexe) est la série ordinaire de la fonction Ida ✻ 1 = σa (somme des puissances a-ièmes des diviseurs) :{\displaystyle \sum _{n=1}^{\infty }{\frac {n^{a}q^{n}}{1-q^{n}}}=\sum _{n=1}^{\infty }q^{n}\sigma _{a}(n)} ;
- de même, celle de la fonction totient de Jordan est la série ordinaire de la fonction puissance : {\displaystyle \sum _{n=1}^{\infty }{\frac {J_{k}(n)q^{n}}{1-q^{n}}}=\sum _{m=1}^{\infty }m^{k}q^{m}}. En particulier,
la série de Lambert de l'indicatrice d'Euler φ = J1 est : {\displaystyle \sum _{n=1}^{\infty }{\frac {\varphi (n)q^{n}}{1-q^{n}}}=\sum _{m=1}^{\infty }mq^{m}={\frac {q}{(1-q)^{2}}}}

Les séries de Lambert dans lesquelles les an sont des fonctions trigonométriques, par exemple, an = sin(2nx), peuvent être évaluées en utilisant diverses combinaisons des dérivées logarithmiques des fonctions thêta de Jacobi.